# 伊藤かな
伊藤 かな（いとう かな、1984年7月28日 - ）は、日本の元タレント、元女優。本名は則松 加奈子（のりまつ かなこ）。元・A-team所属。目黒区立第十一中学校卒業。

## 来歴・人物
1992年、小学校2年生のときに日本テレビ『とんねるずの生でダラダラいかせて!!』の1コーナーである「セクシー小学生ゴングショー」で、双子の姉の奈津子と一緒にエントリーし、2人揃ってねずみっ子クラブのメンバーに選出された。
その後、ピチレモンでのモデルやテレビ東京『おはスタ』でのおはガール時代などがあったものの、『おはスタ』を卒業すると、姉妹揃って仕事が少ない時期が続いた。
姉は学業に専念するという理由から、芸能活動を休止したが、妹かなは夢を諦めきれず、2002年に映画『完全なる飼育 香港情夜』に出演、単独での復帰を果たす。『完全なる飼育』は女優のヌードシーンを売りにしたシリーズであり、伊藤は当時17歳の現役高校生で法的には児童扱いであったため、製作側は正攻法での撮影は困難と判断し、抜け道として監督等の主要スタッフを香港人で構成、撮影も香港で行う事で法的リスクを回避した。伊藤は今作で初めてヌードを披露、香港人俳優トニー・ホーとの濡れ場を果敢に演じた。
それ以降もテレビや映画に出演していたが、2005年以後に芸能活動を引退。2014年から映像コンテンツ権利処理機構に連絡のとれない権利者として掲載されている。

## 出演

### 映画
- ザ・格闘王2（1994年、ショー・コスギ監督）
- ねらわれた学園 THE MESSIAH FROM THE FUTURE（1997年、清水厚監督）
- 完全なる飼育 香港情夜（2002年、サム・レオン監督）- 主演 鳴島愛 役
- 武勇伝（2003年、清水厚監督）
- チェーン（2003年、清水厚監督）
- インディアン・サマー（2004年、佐藤太監督）
- 着信アリ（2004年、三池崇史監督）- 土屋里奈 役

### テレビドラマ
- 木曜の怪談「MMR未確認飛行物体」（1996年4月 - 9月、フジテレビ）
- 金曜エンタテイメント「神様、何するの」（2003年12月、フジテレビ）
- えなりかずきの一休さん（2004年1月、フジテレビ）
- アタックNo.1（2005年4月 - 6月、テレビ朝日）

### テレビバラエティ
- とんねるずの生でダラダラいかせて!!（1992年 - 1993年、日本テレビ）
- 前略ヒロミ様（1996年4月 - 9月、フジテレビ）
- おはスタ（1997年、テレビ東京）
- 水着だらけのグラビアアイドル図鑑（2002年、テレビ朝日）
- 爆笑!ものまね王座決定戦スペシャル（フジテレビ）

### CM
- 花王「ビオレ」（2000年） ※香港にて放映
- ヤマサ「こんぶつゆ」（2000年）
- インテリジェンス「an」（2003年）

### 雑誌
- ピチレモン（学研プラス） - 専属モデル

## 写真集
- 伊藤なつ&かな 鏡の国のツインズ(YOUNG SUNDAY PHOTO MOOK SERIES SaRu)（1997年9月、小学館、撮影：永利隆之）ISBN 4091011993
- 水蜜桃（2002年12月、リイド社、撮影：西條彰仁）ISBN 4845823640
- SWITCH（2003年12月19日、ぶんか社、撮影：小塚毅之）ISBN 4821125951

## イメージビデオ・DVD
- canary（2002年5月、ベガファクトリー）
- UNDINE（2003年1月、バウハウス）
- Forever Loving（2005年8月、ジャパンホームビデオ）